# Тунджель, Себахат
Себахат Тунджель (род. 5 июля 1975, Языхан, Малатья) — турецкий политик курдского происхождения, защитница прав женщин, бывшая медсестра и член парламента Турции. Она была избрана членом парламента, находясь в тюрьме.

## Ранняя жизнь и образование
Себахат родилась в Языхане и изучала картографию и геодезию в Мерсинском университете, а затем начала свою политическую карьеру в женском отделении Народно-демократической партии (ХАДЕП) в 1998 году. После того, как Себахат участвовала в создании Партии демократического общества (DTP), она стала представителем её женского собрания. Впоследствии она была заместителем сопредседателя и представителем DTP в Стамбуле. Она также работала с международными организациями, такими как Программа развития Организации Объединённых Наций и Amnesty International.

## Политическая карьера
Себахат была арестована 5 ноября 2006 г. по подозрению в членстве в Рабочей партии Курдистана, но после того, как она из тюрьмы баллотировалась в качестве независимого кандидата от альянса «Тысяча надежд» на парламентских выборах и получила место в Стамбуле в Великом национальном собрании Турции с 93 000 голосов, в июле 2007 года она была освобождена из-под стражи. На парламентских выборах 2011 года она была независимым кандидатом в парламент, поддержанным Блоком «Труд, демократия и свобода», и была избрана депутатом от первого избирательного округа Стамбула. После своего избрания она возглавила движение, критиковавшее тот факт, что Хатипу Диджле не разрешили занять своё место в парламенте, несмотря на то, что он был избран. В 2013 году она была избрана сопредседателем Народно-демократической партии вместе с Эртугрулом Кюркчю. В мае 2016 года она была избрана сопредседателем Партии демократических регионов (ПДР) вместе с Камураном Юксеком.

## Политические взгляды
Себахат требует дальнейшего улучшения культурных прав курдского населения в Турции и обвиняет Партию развития и справедливости и кемалистскую Народно-республиканскую партию в затягивании переговоров по этому вопросу.

### Признание геноцида армян
Себахат Тунджель сделала ряд заявлений в пользу признания Турцией геноцида армян. В ноябре 2014 года она представила в парламенте Турции Законопроект о признании Геноцида армян, призвав президента Турции Реджепа Тайипа Эрдогана публично извиниться за геноцид.

## Судебное преследование и тюремное заключение
4 октября 2016 года она была взята под стражу, помещена под арест в ноябре 2016 года. По данным Международного юридического бюро, обвинение требовало 130 лет лишения свободы по обвинениям, связанным с терроризмом, из-за её членства в легальной Партии демократического общества и 16 заявлений и речей, которые она сделала во время митингов и пресс-конференций, которые она проводила перед собраниями этой партии. 5 января 2018 года её приговорили к 2 годам и трём месяцам лишения свободы. В январе 2019 года она присоединилась к продолжающейся голодовке Лейлы Гювен, требующей прекращения изоляции Абдуллы Оджалана. В феврале 2019 г. во время голодовки она была приговорена к 15 годам лишения свободы за членство в террористической организации и пропаганду террористической организации. В октябре 2020 г. её привлекли к расследованию протестов в Кобани 2014 года.
В сентябре 2020 года последовал ещё один приговор по статье 299 Уголовного кодекса Турции сроком на 11 месяцев за оскорбление президента Турции. Приговор был вынесен за то, что она в своей речи 2016 года назвала Эрдогана «врагом женщин». Она сделала это заявление после двух заявлений президента, в 2014 году он публично заявил, что «женщины не равны мужчинам», а в 2016 году он сказал, что «женщины, отвергающие материнство, несовершенны и неполноценны». 17 марта 2021 года государственный обвинитель Бекир Шахин потребовал для Тунджель и 686 других политиков Партии демократического общества пятилетнего запрета заниматься политикой вместе с закрытием партии из-за предполагаемого организационного единства партии с Рабочей партией Курдистана.